# دانشجو

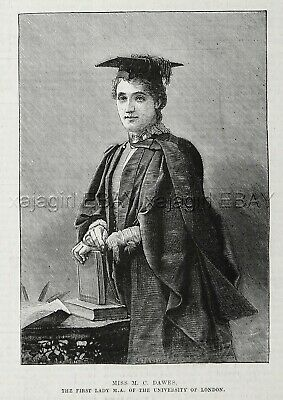

دانشجو از در زبان به معنی کسی است که دانش می‌جوید و در اصطلاح، برای نام بردن از محصّلان در سطح تحصیلات دانشگاه و پس از آن به کار می‌رود. در یک نظام آموزش عالی، وقتی یک فرد می‌آموزد که «دیگران چه گفته‌اند و چه کرده‌اند» و برایش می‌گویند که «مسایل پیچیدهٔ یک علم را چگونه حل کرده‌اند» دانشجو است.
در ایران ضوابط و حقوق دانشجو در منشور حقوق دانشجویی نوشته شده‌است.